# Hrušica, Jesenice
Hrušica je predmestno naselje 3 km zahodno od Jesenic z dobrimi 1657 prebivalci (2023), ki leži med Belim poljem in Jesenicami ob glavni cesti proti Kranjski Gori v Občini Jesenice. Na Hrušici se v Savo Dolinko izliva potok Dobršnik, ki izvira pod Hruškim vrhom v Karavankah.
Leta 1906 so pri Hrušici zgradili 7976 m dolg dvotirni železniški, 1991 pa še 7864 m dolg avtocestni predor. 
Na Hrušici se je rodil znani slovenski hokejist Anže Kopitar. Leta 2014 so mu po zgledu znamenitega napisa Hollywood postavili napis Kopiwood, ki ga je leta 2019 zamenjal novi.

## Galerija
- Napis Kopiwood v Hrušici, izdelan leta 2019.